# علایلی دادا
علایلی دادا (به فرانسوی: Alaili Dadda) (به عربی: علایلی دادا) شهرکی در منطقهٔ ابوک واقع در کشور جیبوتی است که در سال ۲۰۰۵ میلادی دارای ۱٫۴۵۶ نفر جمعیت بود.